# Born This Way: The Collection
Born This Way: The Collection è la seconda raccolta box set della cantante statunitense Lady Gaga, pubblicata il 21 novembre 2011 dalla Interscope.

## Descrizione
Il set include tre dischi che corrispondono rispettivamente al secondo album in studio di Lady Gaga, Born This Way (in versione special edition), l'album di remix Born This Way: The Remix e il DVD del 2011 Lady Gaga Presents the Monster Ball Tour: At Madison Square Garden. 
La copertina del set è stata scattata dal fotografo Nick Knight e mostra Gaga con un vestito fatto di melma realizzato dallo stilista Bart Hess. Il cofanetto era racchiuso in un digipak con nuovi libretti.

## Tracce
CD1 – Born This Way: Special Edition
CD2 – Born This Way: The Remix
DVD – Lady Gaga Presents the Monster Ball Tour: At Madison Square Garden

## Classifiche
| Classifica (2011) | Posizione massima |
| ----------------- | ----------------- |
| Grecia            | 66                |
| Italia            | 98                |